# Anthony Nesty
Anthony Conrad Nesty (Port of Spain, 25 novembre 1967) è un ex nuotatore surinamese.
Specializzato nella farfalla e diventato uno dei Membri dell'International Swimming Hall of Fame, ha vinto una medaglia d'oro e una di bronzo nei 100m farfalla alle Olimpiadi. È stato il secondo atleta di colore a vincere una medaglia nel nuoto alle olimpiadi dopo Enith Brigitha, diventando però il primo atleta di colore a vincerne una d'oro.

## Carriera
Nel 1986 ai mondiali di Madrid si classificò al quinto posto nei 100 m farfalla, e l'anno successivo ottenne la sua prima vittoria importante vincendo i 100 m farfalla ai X Giochi panamericani di Indianapolis, piazzandosi inoltre terzo sui 200 m farfalla.
Alle Olimpiadi di Seul del 1988, con grande sorpresa, vinse l'oro olimpico, battendo di un centesimo di secondo il grande favorito della vigilia, lo statunitense Matt Biondi. Da quel momento Nesty rimase imbattuto per tre anni, vincendo nella stessa disciplina nel 1989 ai Giochi PanPacifici e ai Goodwill Games, e nel 1991 ai mondiali di Perth e ai Giochi panamericani a L'Avana.
Venne detronizzato dal trono olimpico nel 1992 a Barcellona, finendo terzo a 9 centesimi dal primatista del mondo Pablo Morales e a sei dal polacco Rafal Szukala. Due anni dopo si ripresentò ai mondiali di Roma, giungendo settimo nella finale vinta da Szukala.

## Palmarès
- Giochi olimpici

Seoul 1988: oro nei 100m farfalla.
Barcellona 1992: bronzo nei 100m farfalla.
- Mondiali

Perth 1991: oro nei 100m farfalla.
- Giochi PanPacifici

Tokyo 1989: oro nei 100m farfalla.
- Giochi panamericani

Indianapolis 1987: oro nei 100m farfalla e bronzo nei 200m farfalla.
L'Avana 1991: oro nei 100m farfalla e argento nei 200m farfalla.